# Moog

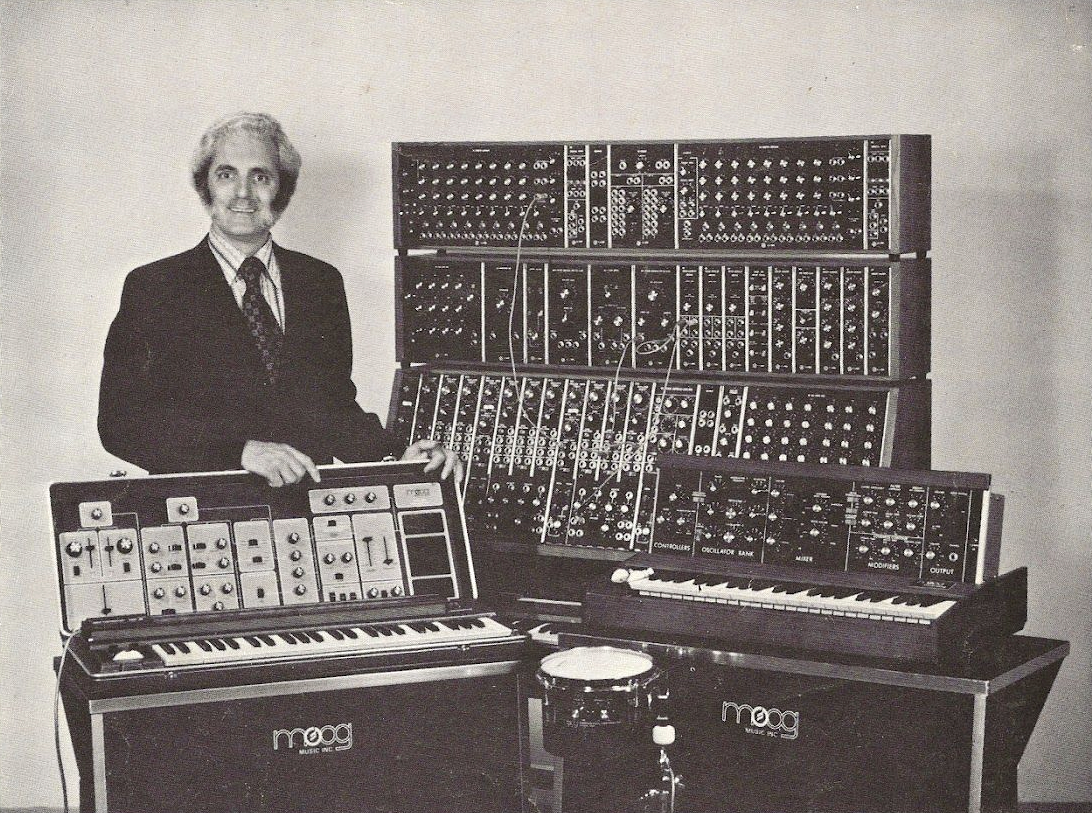
Роберт Муг с синтезатором Moog в 1970-х

Moog («Муг») — модульный синтезатор, разработанный американским инженером Робертом Мугом. Муг представил свой синтезатор в 1964 году, после чего его компания R. A. Moog Co. (позже известная как Moog Music) произвела множество моделей в период с 1965 по 1981 год. Производство возобновилось с 2014 года. Moog был первым синтезатором, имевшим коммерческий успех, и во многом определил облик и функциональность аналогового синтезатора, каким он известен сейчас.
К 1963 году Муг уже несколько лет разрабатывал и продавал терменвоксы. Он начал разработку синтезатора Moog в ответ на спрос на более практичное и доступное электронное музыкальное оборудование, руководствуясь предложениями и запросами таких композиторов, как Херб Дойч, Ричард Тейтельбаум, Владимир Усачевский и Венди Карлос. Основным нововведением Муга стал генератор, управляемый напряжением. Он также разработал некоторые фундаментальные концепции для синтезаторов, такие как модульность и ADSR-огибающая.
Синтезатор Moog состоит из отдельных модулей, таких как управляемые напряжением генераторы, усилители, фильтры, генераторы ADSR-огибающей, генераторы шума, кольцевые модуляторы, триггеры и микшеры — все эти модули могут соединяться посредством патч-кордов и комбинироваться для получения нужного звучания. Управлять модулями можно посредством клавиатуры, джойстиков, ленточных тактильных контроллеров, педалей и секвенсоров.
Синтезатор Moog приобрел широкую популярность благодаря альбому Switched-On Bach (1968) — бестселлеру из композиций Баха в аранжировке Венди Карлос для синтезатора Moog. В конце 1960-х Moog начал широко использоваться рок- и поп-исполнителями, включая The Doors, The Grateful Dead, The Rolling Stones и The Beatles. На пике популярности Moog стал знаковым инструментом прогрессив-рока 1970-х, его использовали Yes, Tangerine Dream, Emerson, Lake & Palmer. Благодаря своей способности имитировать струнные и духовые инструменты, Moog сократил приглашение на запись сессионных музыкантов, чем вызвал их большое недовольство и даже требование профсоюза запретить синтезатор Moog.
В 1970 году компания Moog Music выпустила портативную модель Minimoog, которая завоевала огромную популярность.

## История создания

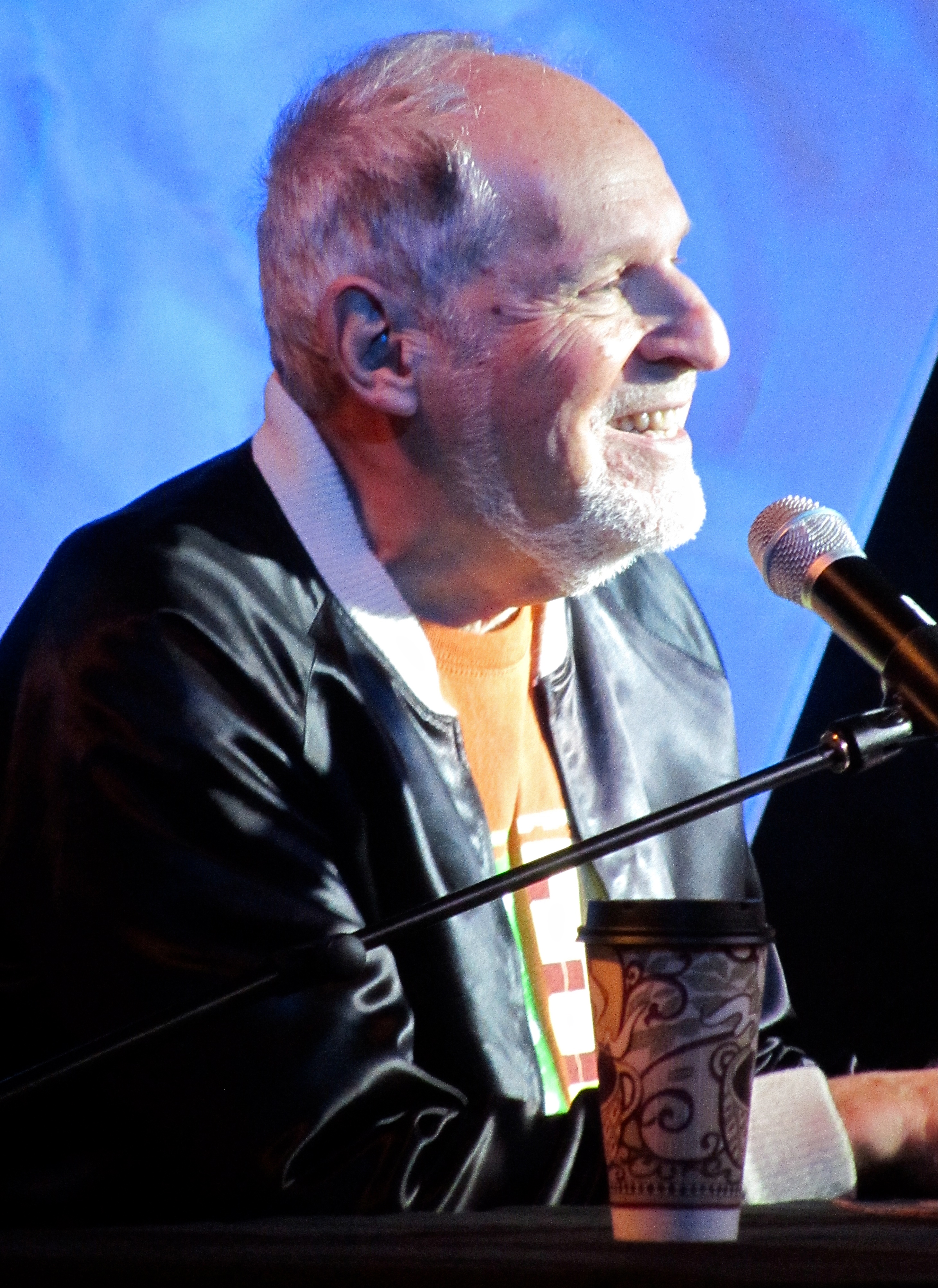
Херб Дойч (2011 г.)

В начале 1960-х годов технологии создания электронной музыки были непрактичными и использовались в основном композиторами-экспериментаторами для создания музыки, далекой от мейнстрима. В 1963 году американский инженер Роберт Муг, который проектировал и продавал терменвоксы, встретился с композитором Хербом Дойчем на торговой ярмарке Ассоциации школьной музыки штата Нью-Йорк. Дойч создавал электронную музыку, используя терменвокс, магнитофон с бобинами и однополосный генератор. Этот процесс включал склейку ленты и другие трудоемкие операции. Признавая потребность в более практичном и функциональном оборудовании, Муг и Дойч пришли к идее «портативной студии электронной музыки».
Чуть позже Муг получил грант в размере 16 000 долларов от Ассоциации малого бизнеса штата Нью-Йорк и начал работать в Трумансбурге, штат Нью-Йорк. В то время музыкальные синтезаторы были так велики, что занимали целые комнаты. Муг надеялся создать более компактный инструмент, который понравится широкому кругу музыкантов. Анализируя свой неудачный опыт создания гитарного усилителя, который получился непомерно дорогим, он понял, что практичность и доступность являются наиболее важными качествами.
Существовавшие тогда синтезаторы, такие как RCA Mark II, создавали звук, используя сотни электронных ламп. Вместо этого Муг решил использовать недавно ставшие доступными кремниевые транзисторы — в частности, транзисторы с экспоненциальной зависимостью между входным напряжением и выходным током. С помощью этих транзисторов он создал генератор, управляемый напряжением (VCO), который генерировал звуковые волны, высоту которых можно было регулировать, изменяя напряжение. Муг разработал свой синтезатор, используя стандарт один вольт на октаву. Сходным образом он использовал управляемые напряжением усилители (VCA) для управления громкостью.
Муг разработала прототип синтезатора с двумя VCO и одним VCA. Поскольку сами генераторы VCO тоже выдают напряжение, один может использоваться для модуляции сигнала другого, создавая такие эффекты, как вибрато и тремоло. По словам Муга, когда Дойч увидел это, он «вылетел сквозь крышу» от восторга и сразу же начал сочинять музыку на прототипе, привлекая большой интерес прохожих: «Они стояли там, слушали и качали головами… Что это за дерьмовые звуки слышатся из подвала?»
В 1964 году Муг и Дойч продемонстрировали синтезатор в студии электронной музыки Университета Торонто. После того, как презентация произвела большое впечатление на композиторов, Общество звукоинженеров пригласило Муга выступить на их ежегодном съезде в Нью-Йорке в октябре того же года. Хотя он не планировал продавать там синтезаторы, некоторые клиенты уже разместили заказы на выставке. Хореограф Алвин Николаис стал первым, кто приобрел коммерческий синтезатор Moog. Муг начал делать синтезаторы на заказ. Первый заказ на полный синтезатор Moog, для которого Мугу пришлось разработать клавиатуру и корпус, был получен от композитора Эрика Сидая (англ. Eric Siday). Из-за отсутствия инструкции к Moog и невозможности сохранять и передавать настройки, ранним пользователям приходилось учиться пользоваться синтезатором самостоятельно, делясь опытом из уст в уста, а также на семинарах, проводимых Мугом и Дойчем.
Муг совершенствовал синтезатор в ответ на просьбы музыкантов и композиторов. Например, после того, как Дойч предложил Мугу найти способ постепенного появления и угасания звука, Муг изобрел модуль ADSR-огибающей (ADSR-конверта), используя кнопку дверного звонка в качестве прототипа. По предложению композитора Густава Чамаги, компания Муга разработала модуль фильтра для удаления частот из звукового сигнала. Первый образец фильтра создавал звук, похожий на звук от wah-wah педали. Позже Муг разработал свой знаменитый «лестничный» фильтр, который был единственным элементом в конструкции синтезатора, который Муг запатентовал (28 октября 1969 года). Дальнейшее развитие синтезатора тоже было обусловлено предложениями музыкантов. Например, Венди Карлос предложила первую сенсорную клавиатуру, управление портаменто и банк фильтров (фильтры, разделяющие входной сигнал на разные группы частот; англ. filter bank), которые в дальнейшем стали стандартными функциями.
Первоначально Муг избегал слова «синтезатор», поскольку оно прочно ассоциировалось с синтезатором RCA, и вместо этого описал свое изобретение как «систему модулей электронной музыки». Классическое значение слова «синтезировать» (англ. to synthesize) в английском языке — собирать целое из частей. После многих дебатов на этот счет Муг, в конце концов, сказал композитору Рейнольду Вейденаару: «Это синтезатор, и он делает именно это, и нам придется с этим согласиться». Муг впервые использовал слово «синтезатор» в печати в 1966 году, а к 1970-м годам «синтезатор» уже стал стандартным термином для таких инструментов.
В начале также были также относительно роли клавиатуры в синтезаторах. Некоторые, например, композитор Владимир Усачевский и соперник Муга Дон Бухла, считали, что клавиатура привносит ненужные ограничения. Однако Муг знал, что большинству клиентов нужна клавиатура, и убедился, что клавиатура сделала инструмент более удобным. Видя клавиатуру на рекламных фотографиях, потенциальные покупатели быстрее понимали, что синтезатор предназначен для создания музыки. Хотя Муг также разработал и альтернативные контроллеры, например, ленточный контроллер, который позволяет музыканту управлять высотой звука аналогично перемещению пальца по струне скрипки.
Большинство модулей Moog были доработаны к концу 1960-х и оставались практически неизменными до тех пор, пока Moog Music не прекратила торговлю ими в 1980-х. Муг занимался разработкой синтезатора как хобби, он подчеркивал, что не был бизнесменом и не знал, что такое баланс. Он сравнил этот опыт с катанием на аттракционах в парке: «Вы знаете, что сильно не пострадаете, потому что никто не позволит вам это сделать, но при этом вы не совсем контролируете ситуацию».

## Составные части

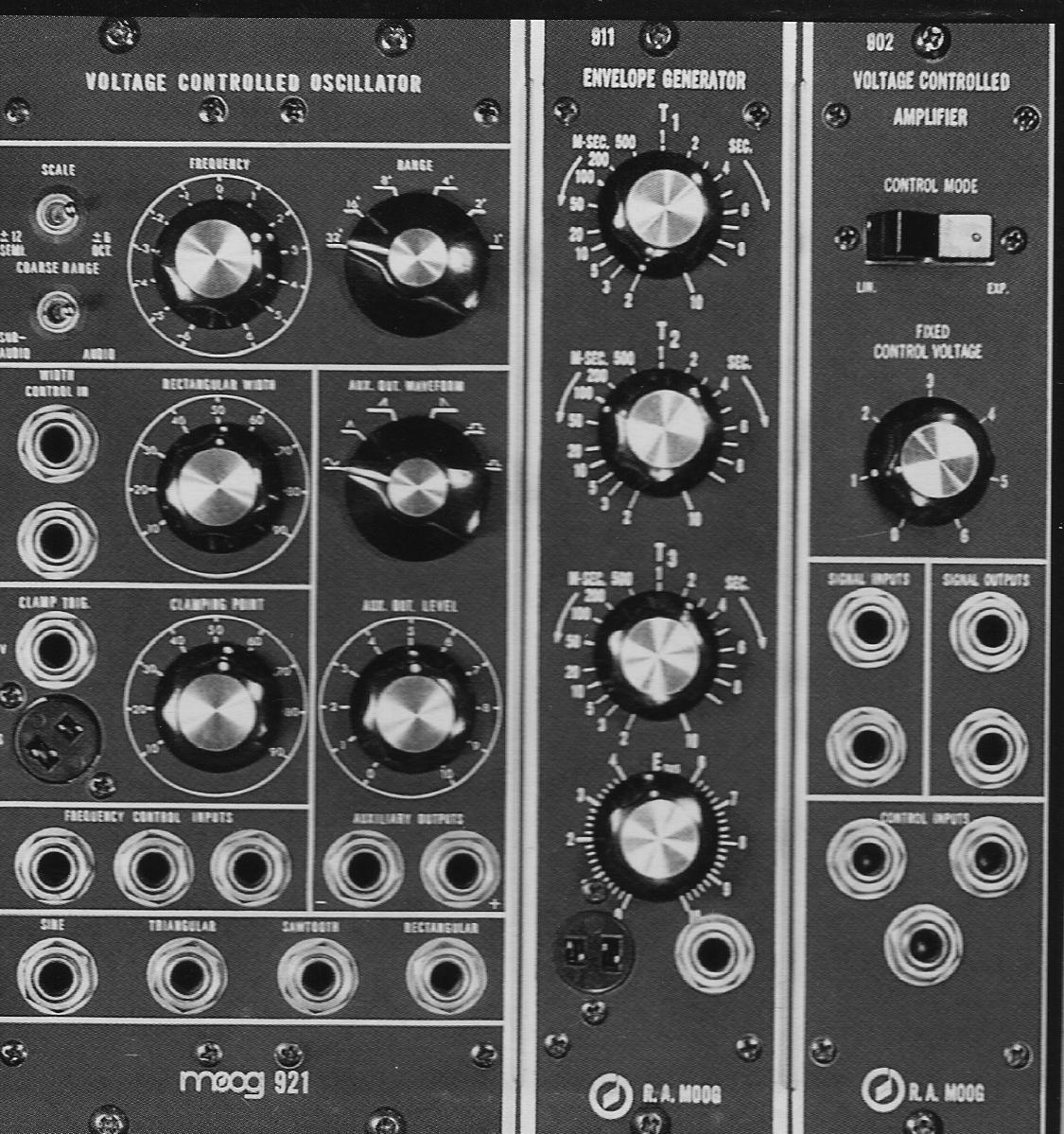
Модули 921 VCO, 911 Envelope Generator, 902 VCA

Синтезатор Moog состоит из отдельных модулей, таких как генераторы, усилители, генераторы огибающей, фильтры, генераторы шума, кольцевые модуляторы, триггеры и микшеры, которые могут быть подключены различными способами через патч-корды. Модули также можно использовать для управления друг другом. Moog не производит звук, пока не будет подключена работоспособная комбинация модулей.
На синтезаторе можно играть с помощью контроллеров, включая клавиатуры, джойстики, педали и ленточные контроллеры. Осцилляторы могут генерировать волны различной формы с разными тонами и обертонами, например, «яркая, полная, медная» пилообразная волна, более тонкая, напоминающая флейту, треугольная волна, «гнусавая, язычковая» пульсирующая волна, напоминающая свисток синусоидная волна. Эти формы волны можно модулировать и фильтровать для получения большего количества комбинаций звуков (субтрактивный синтез). Хотя настроить генераторы было трудно, и небольшие изменения температуры заставляли настройки быстро «дрейфовать». Поскольку первые клиенты Муга были больше заинтересованы в создании экспериментальной музыки, чем в исполнении обычных мелодий, Муг не считал приоритетом сохранение стабильности генераторов.
Особенно известен стал фильтр нижних частот Moog 24db с «богатым», «сочным», «жирным» звуком. Фильтр, основанный на парах транзисторов, соединенных конденсаторами, расположенными в виде лестницы, ослабляет частоты выше уровня, установленного пользователем, и усиливает частоты около среза. При перегрузке фильтр производит интересные искажения, иногда упоминаемые как «звук Moog’а».

## Влияние
Moog был намного менее габаритным, чем предыдущие синтезаторы, и намного дешевле - всего 10 000 долларов США по сравнению с шестизначными ценами других синтезаторов. В то время как RCA Mark II программировался с помощью перфокарт, на синтезаторе Moog можно было играть в реальном времени с помощью клавиатуры, что делало его намного более привлекательным для музыкантов. Журнал New Scientist описал его как первый «коммерческий синтезатор».
Согласно газете The Guardian, статья Роберта Муга 1964 года «Музыкальные модули, управляемы напряжением», в которой он предложил модули своего синтезатора, фактически определила современную концепцию аналогового синтезатора. По словам авторов книги Analog Days: The Invention and Impact of the Moog Synthesizer, посвященной синтезатору Moog, «хотя понятие управления напряжением и схемотехника Муга не были оригинальными, инновации Муга заключались в объединении разных элементов и понимании того, что проблема экспоненциального преобразования может быть решена с использованием транзисторных схем, и эти схемы можно строить так, чтобы это представляло интерес для музыкантов».
В начале большинство синтезаторов Moog принадлежали университетам или звукозаписывающим компаниям и использовались для создания саундтреков и джинглов, к 1970 году только 28 экземпляров принадлежали музыкантам. Заметным событием стал альбом Венди Карлос Switched-On Bach из композиций Баха в аранжировке для синтезатора Moog. Он получил три премии «Грэмми» и стал первым классическим альбомом, получившим платиновый статус. Альбому приписывают значительный рост популярности Moog и демонстрацию того, что синтезаторы могут быть чем-то большим, чем «машины случайного шума». На какое-то время бренд Moog стал настолько ассоциироваться с электронной музыкой, что иногда использовался как общий термин для обозначения любого синтезатора. Роберту Мугу это нравилось, но в то же время он не одобрял многочисленные «грубые», на его взгляд, новинки, выпущенные с указанием его имени, такие как Music to Moog By Гершона Кингсли, Moog Espana и Moog Power.
Раннее использование синтезатора Moog в рок-музыке пришло с альбомом группы The Monkees 1967 года Pisces, Aquarius, Capricorn & Jones Ltd.. В том же году The Doors использовали синтезатор Moog в своей песне Strange Days. В 1969 году Джордж Харрисон выпустил альбом с записями Moog, названный Electronic Sound, и в том же году Moog появился в альбоме The Beatles Abbey Road на нескольких треках, включая Because, Here Comes the Sun и Maxwell's Silver Hammer. Среди других рок-групп, использовавших Moog, можно отметить The Grateful Dead и The Rolling Stones. Moog также использовался джазовыми музыкантами, включая Херби Хэнкока, Яна Хаммера и Сан Ра.

## Модели

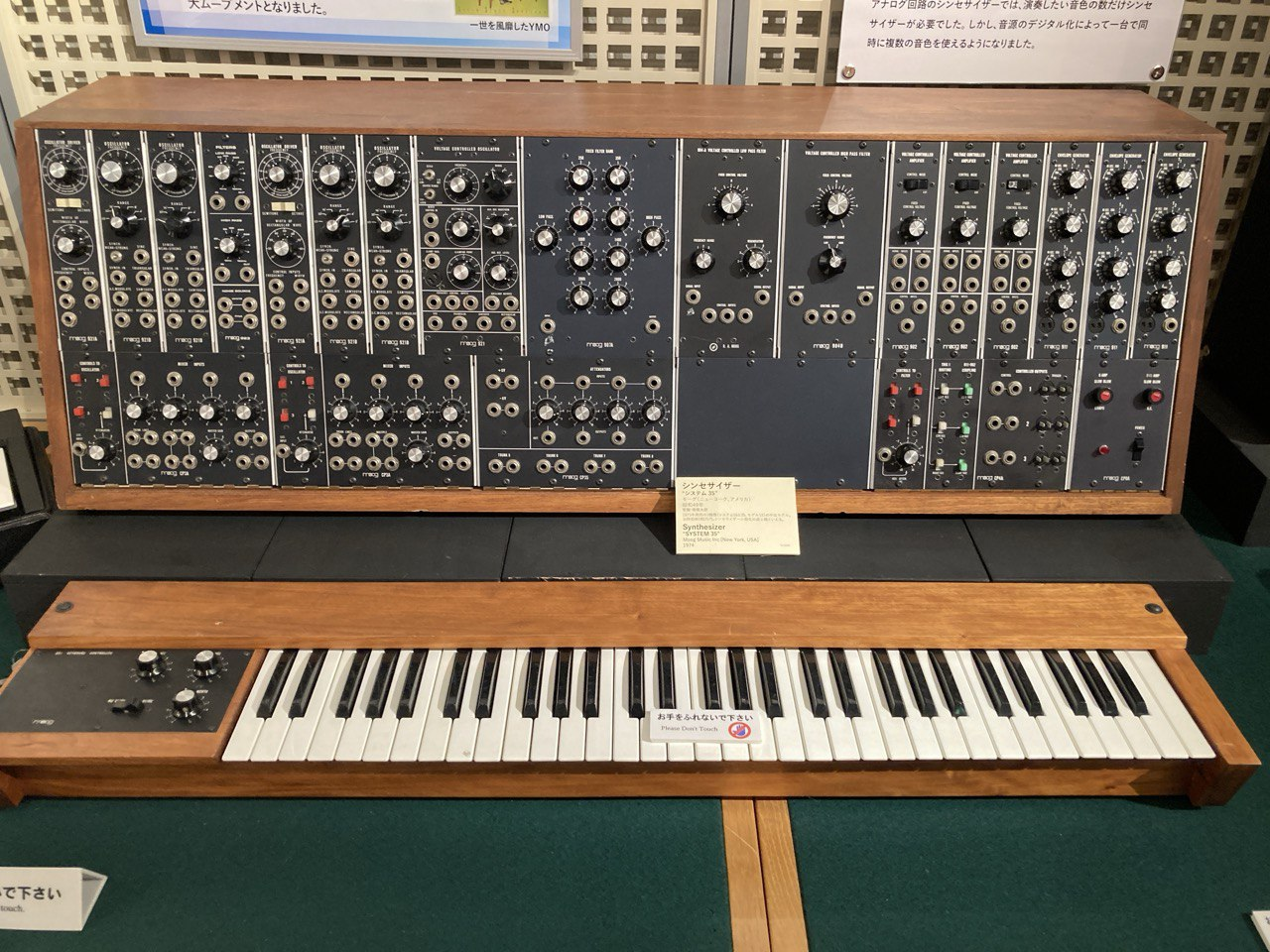
Moog System 35 (1974). Hamamatsu Museum of Musical Instruments

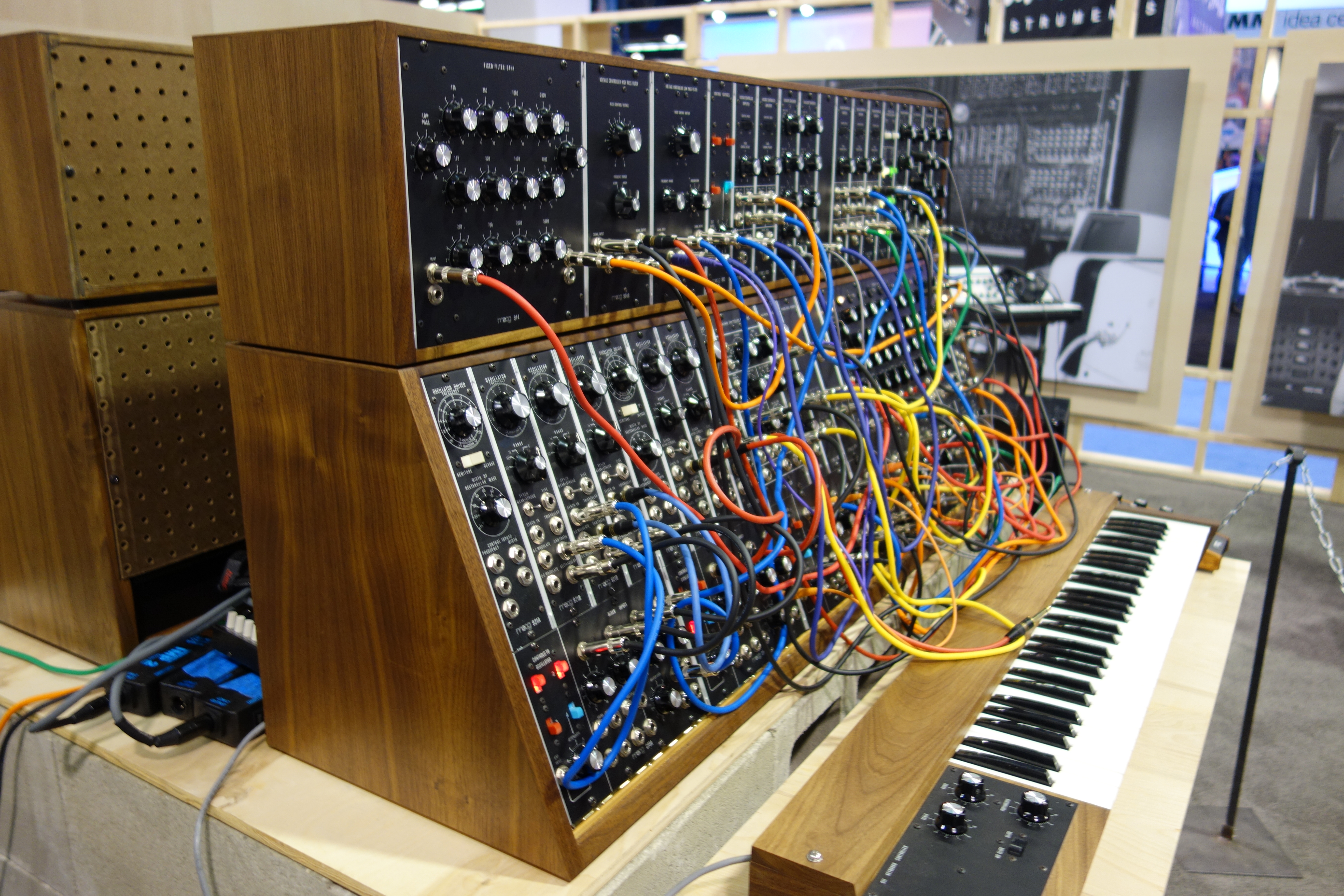
Moog System 55 (2015)

| Название                    | Годы производства | Годы перевыпуска        | Цена при перевыпуске | Источники                  |
| --------------------------- | ----------------- | ----------------------- | -------------------- | -------------------------- |
| Ic                          | 1967—1973         | N/A                     | N/A                  | [ 7 ]                      |
| IIc                         | 1967—1973         | N/A                     | N/A                  | [ 8 ]                      |
| IIIc                        | 1967—1973         | 2017                    | $35,000              | [ 9 ] [ 4 ] [ 10 ]         |
| Ip                          | 1967—1973         | N/A                     | N/A                  | [ 7 ]                      |
| IIp                         | 1967—1973         | N/A                     | N/A                  | [ 8 ]                      |
| IIIp                        | 1969—1973         | 2018                    | $35,000              | [ 11 ] [ 5 ] [ 10 ]        |
| Emerson Moog Modular System | 1969—1970         | 2014—2017               | $150,000             | [ 12 ] [ 13 ] [ 14 ]       |
| Model 10                    | 1971—1973         | 2019 — до наст. времени | $9,950               | [ 15 ] [ 16 ] [ 6 ] [ 10 ] |
| Model 12                    | 1972—1973         | N/A                     | N/A                  | [ 10 ] [ 17 ]              |
| Model 15                    | 1973—1981         | 2015                    | $10,000              | [ 18 ] [ 3 ] [ 10 ]        |
| System 35                   | 1973—1981         | 2015                    | $22,000              | [ 18 ] [ 3 ] [ 10 ]        |
| System 55                   | 1973—1981         | 2015                    | $35,000              | [ 18 ] [ 3 ] [ 10 ]        |

## Преемники
В 1970 году компания Moog Music выпустила Minimoog — портативную автономную модель. С этого момента модульные системы стали второстепенной частью бизнеса Moog, а Minimoog стал основной. Minimoog часто упоминается как самый известный и влиятельный аналоговый синтезатор в истории.
После продажи Moog Music производство синтезаторов Moog прекратилось в начале 1980-х годов. Патенты и другие права на модульные схемы Moog истекли в 1990-х годах. В 2002 году, после того как Роберт Муг восстановил права на бренд Moog, был выпущен Minimoog Voyager — обновленная версия. С 2016 по 2017 год Муг переиздал оригинальный Minimoog с некоторыми изменениями. В 2018 году Муг выпустил модель Moog Grandmother, а в 2019 — Moog Matriarch; части схем, используемых в этих инструментах, были вдохновлены оригинальным синтезатором Moog.

## Клоны и эмуляции
После прекращения производства оригинальных синтезаторов Moog в 1980 году некоторые производители создали свои собственные модули и клоны модулей Moog. Модули Moog формата doctom или 5U являются доминирующими сейчас модулями синтезаторов, наряду с Eurorack.
Синтезатор Moog был эмулирован в программных синтезаторах, таких как Arturia Modular. В 2016 году компания Moog выпустила приложение Moog Model 15, программную эмуляцию Model 15 для iOS.